# Andrea Zorzi
Andrea Zorzi (* 29. Juli 1965 in Noale) ist ein ehemaliger italienischer Volleyballspieler.

## Karriere
Andrea Zorzi begann seine Karriere 1981 in Trebaseleghe bei ASD Silvolley und spielte von 1982 bis 1985 beim Zweitligisten Thermomec Padua. Danach spielte der Diagonalangreifer dreizehn Jahre in der „Serie A1“ bei den Spitzenvereinen Maxicono Parma, Mediolanum Mailand, Sisley Treviso und Lube Macerata. In dieser Zeit wurde er zweimal italienischer Meister, zweimal italienischer Pokalsieger, viermal Europapokalsieger der Pokalsieger, einmal Champions-League-Sieger sowie dreimal Klubweltmeister.
Andrea Zorzi spielte von 1986 bis 1998 325 mal für die Italienische Nationalmannschaft. Er nahm an drei olympischen Turnieren teil und gewann mehrmals Welt- und Europameisterschaften sowie Weltliga und Weltpokal.
2024 wurde Andrea Zorzi in die „Volleyball Hall of Fame“ aufgenommen.